# Bayerische AA I
Die AA I war eine Dampflokomotive der Königlich Bayerischen Staatseisenbahnen. Das Einzelstück wurde von der Lokomotivfabrik Krauss & Comp. in den Jahren 1895 bis 1896 gebaut. Entworfen hatte sie der Chefkonstrukteur Richard von Helmholtz. 
Die Maschine entsprach weitgehend der Bayerischen B XI, Trieb- und Laufwerk waren jedoch modifiziert worden. Man hatte die zweite Kuppelachse durch eine feste Laufachse ersetzt und eine Vorspannachse zwischen Drehgestell und Treibachse angebracht. Diese konnte durch einen Druckzylinder herabgelassen werden und wurde von einer Hilfsmaschine mit zwei Zylindern angetrieben, ähnlich den im US-amerikanischen Eisenbahnwesen zu findenden Booster. Trotz des höheren Wartungsaufwandes war sie aufgrund des geringeren Dampfverbrauchs wirtschaftlich. Die Lokomotive war in der Betriebswerkstätte München beheimatet und kam unter anderem vor dem Orient-Express zwischen München und Simbach zum Einsatz.
1907 wurde die Lokomotive nach einem Unfall in eine 2'B h2 umgebaut und in P 2/4 umgezeichnet. Ab 1908 war sie in der Betriebswerkstätte Simbach stationiert. Die Deutsche Reichsbahn übernahm die Lokomotive unter der Betriebsnummer 36 861. 1928/29 wurde sie zum Bahnbetriebswerk Mühldorf umstationiert und als letzte bayerische 2'B-Lok erst 1933 ausgemustert.
Das Fahrzeug wurde mit einem Schlepptender der Bauart bay 3 T 14,5 ausgestattet.